# Katty Fontey
Katty Eliana Parra Apaulaza (Curicó, 29 de diciembre de 1951), más conocida como Katty Fontey, es una artista chilena y activista por los derechos transgénero.

## Biografía
Nacida el 29 de diciembre de 1951 en Curicó como Harold Nelson Parra Apaulaza, sus padres fueron Harold Arnaldo Parra Donoso y Eliana Luz Apaulaza González. Llegó a Santiago proveniente de su ciudad natal a mediados de 1962, durante el Campeonato Mundial de Fútbol realizado en Chile, luego que su padre la sorprendiera teniendo relaciones con su chófer. En 1966 ingresó al Liceo José Victorino Lastarria, de donde fue expulsada al ser acusada de tener una relación homosexual con el hijo del director del establecimiento.
Tras su expulsión del liceo, Katty estuvo acogida en la Casa Nacional del Niño, huyendo posteriormente de dicho recinto y viviendo en una hospedería junto a un grupo de amigos homosexuales, entre ellos los que poseían los apodos de «La Milenka», «La Bambi», «La Papi», «La Doctora», «La Estrella», «La Pupa» y «La Fanny». En aquel tiempo también recibió su primer apodo: «La Megaterio», haciendo referencia a un dinosaurio del que sus huesos habían sido hallados recientemente y comparándola con la delgadez de Fontey. Comenzó a prostituirse en la calle San Camilo, conocida en aquel entonces por el comercio sexual.
Katty Fontey fue una de las participantes de la primera protesta homosexual realizada en Chile, ocurrida en la Plaza de Armas de Santiago el 22 de abril de 1973. A inicios de los años 1970 formó parte del «Royal Travesti Ballet», habiendo tomado clases de baile con Paco Mairena, coreógrafo del Bim bam bum y el Blue Ballet; posteriormente la agrupación realizó giras por el norte de Chile, y Fontey también pasó a integrar el Sindicato de Actores Teatrales de Chile, siendo apadrinada por Silvia Piñeiro y Sergio Feito.
Luego del golpe de Estado del 11 de septiembre de 1973, Fontey huyó hacia Mendoza, en donde trabajó como empleada doméstica, para posteriormente trasladarse a Buenos Aires y retornar a Chile en 1976, instalándose inicialmente en Talca y trabajando en el cabaret Zepellin de dicha ciudad. Posteriormente, mientras se encontraba trabajando en las boites «American Bar» de Valparaíso y «La Cárcel» de Viña del Mar, empezó a trabajar en el Circo Timoteo, conocido por ser el primer espectáculo de dichas características en incluir transformistas; Fontey se ha desempeñado en dicho espacio realizando shows, vendiendo comida y como costurera.
En 2000 se realizó la cirugía de reasignación de sexo y en 2018 cambió su cédula de identidad gracias a la Ley de identidad de género. En 2012 ingresó a Traves Chile, una de las primeras agrupaciones de personas transgénero en el país, y en los años posteriores fue elegida como su presidenta. Bajo su gestión se construyó el primer Mausoleo Trans de América Latina, ubicado en el Cementerio General de Santiago y que busca albergar a personas transgénero en situación vulnerable.
Actualmente vive en el paradero 33 de la Gran Avenida José Miguel Carrera en la comuna de El Bosque junto a la familia de Nano Rubio, animador del Circo Timoteo; Fontey se convirtió también en madrina de uno de los hijos de Rubio.